# Von-Galen-Denkmal (Telgte)

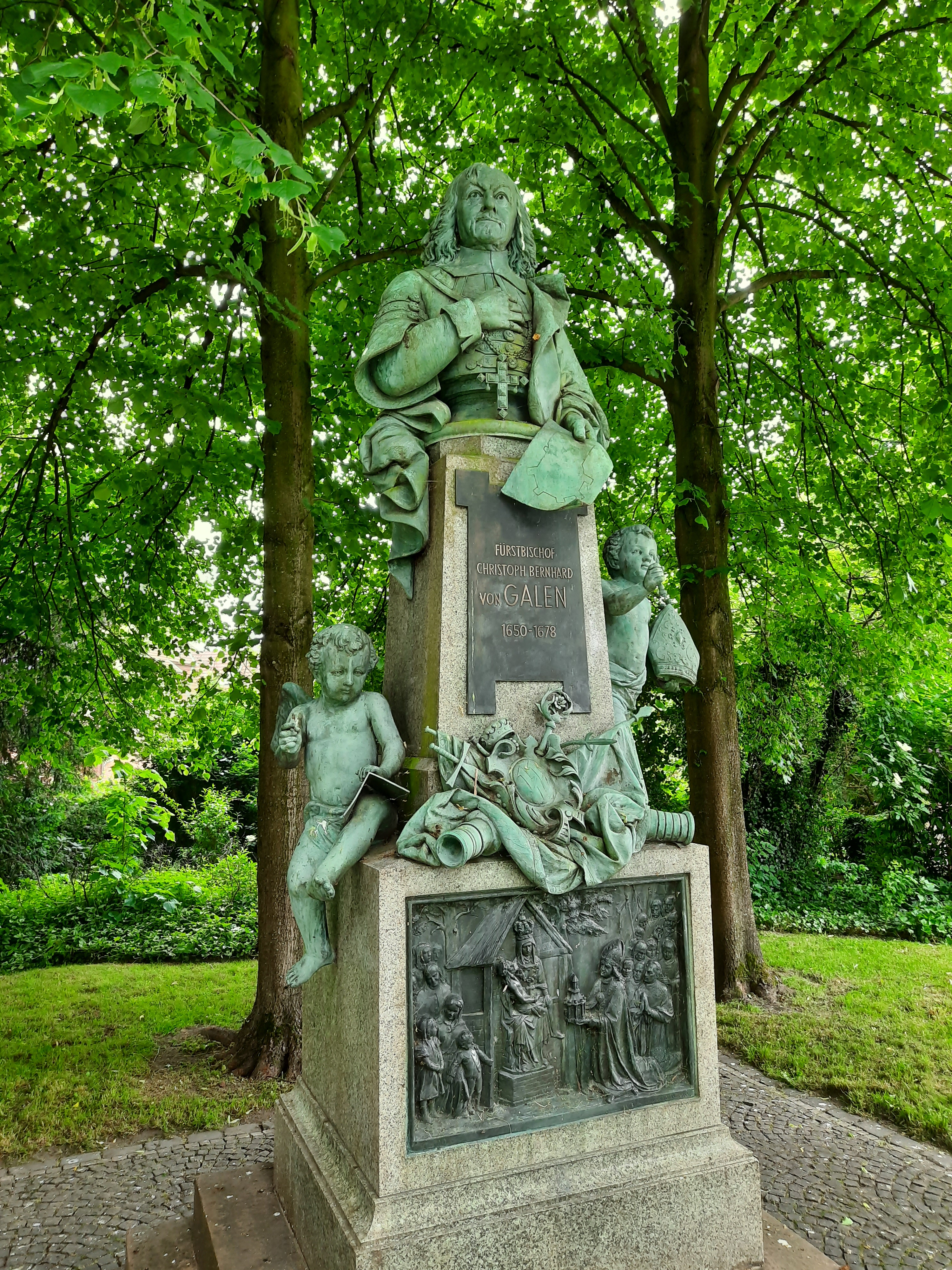
Denkmal für den Fürstbischof Christoph Bernhard von Galen

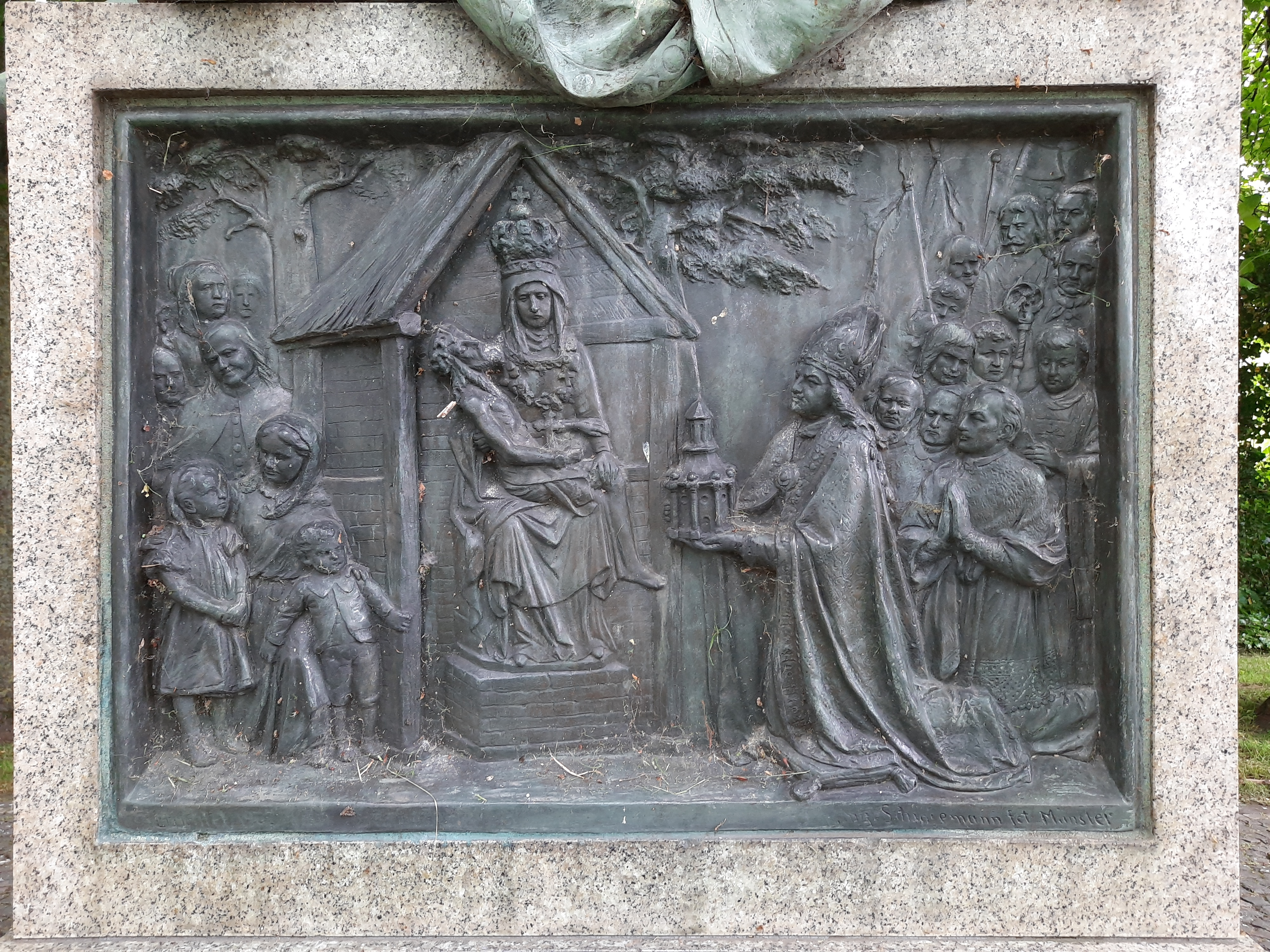
Relief mit Schriftzug des Bildhauers August Schmiemann (Münster)

Das Von-Galen-Denkmal in Telgte ist ein Denkmal für den Fürstbischof Christoph Bernhard von Galen. Es steht an der Münsterstraße gegenüber der Marienlinde.

## Entstehung
Der Pfarrer von Telgte, Anton Hovestadt, regte 1896 an, zum 250. Jahrestag der Errichtung der Wallfahrtskapelle Telgte im Jahre 1904 ihrem Erbauer, Fürstbischof Christoph Bernhard von Galen, ein Denkmal zu setzen. Das zu diesem Zweck gebildete Komitee erließ einen Spendenaufruf und suchte Sponsoren. Der münsteraner Bildhauer August Schmiemann wurde damit beauftragt, einen Entwurf für dieses Denkmal zu liefern. Da die Geldsammlung bereits im Frühjahr 1902 abgeschlossen war, konnte das Denkmal schon zwei Jahre vor dem Jubiläum der Marienwallfahrt fertig gestellt und am 16. Oktober 1902 errichtet werden. Feierlich eingeweiht wurde es 1904 zum 250. Jahrestag.

## Darstellung
Von Galen war in Münster wegen seiner Streitbarkeit und zahlreichen Fehden unbeliebt und wurde umgangssprachlich „Bombenbernd“ genannt. Die Stadt Münster hatte er unter anderem acht Monate lang belagert. 
Der Bischof ist im besten Mannesalter dargestellt, angetan mit Bischofskäppchen und mantelartiger Draperie über seinem Brustpanzer, seine rechte Hand ruht auf diesem über dem Bischofskreuz, die linke hält dem Betrachter ein aufgerolltes Blatt mit dem Plan der Gnadenkapelle entgegen. Das Antlitz besitzt einschließlich der langen Locken und des Bartes authentische Züge. Zwischen Sockel und Pfeiler erscheint am Fuße des Obelisken das Galensche Wappen über militärischen und geistlichen Symbolen.
Da der Fürstbischof ein großer Förderer der Marienwallfahrt nach Telgte, war, zeigt ihn ein Relief im Sockel des Denkmals am Münstertor in Telgte als Betender vor der Marien-Pietà. 
Zwar konnte die Plastik im Ersten Weltkrieg aufgrund des hohen künstlerischen und historischen Wertes vor der „Metallspende“ für die Rüstungsindustrie bewahrt werden, aber im Zweiten Weltkrieg blieb sie davon nicht verschont. Dank Initiative des Heimatforschers Paul Engelmeier und gesammelter Spenden konnten die entfernten Metallteile 1954 wieder hergestellt werden. Vom Bronzerelief hatte das Heimathaus rechtzeitig vorher einen Gipsabdruck machen lassen.
Seit 1996 steht es auf der Denkmalliste der Stadt Telgte.